# Hyloscirtus colymba
Rainette La Loma
Pour les articles homonymes, voir La Loma (homonymie).
Espèce
Synonymes
- Hyla colymba Dunn, 1931
- Hyla alvaradoi Taylor, 1952

Statut de conservation UICN

 NT  : Quasi menacé
Hyloscirtus colymba, la rainette La Loma, est une espèce d'amphibiens de la famille des Hylidae.

## Répartition
Cette espèce se rencontre jusqu'à 1 116 m d'altitude sur le versant Atlantique du Sud-Est du Costa Rica jusqu'au centre du Panama, et sur le versant Pacifique dans l'Est de Panama. Sa présence est incertaine en Colombie.

## Publications originales

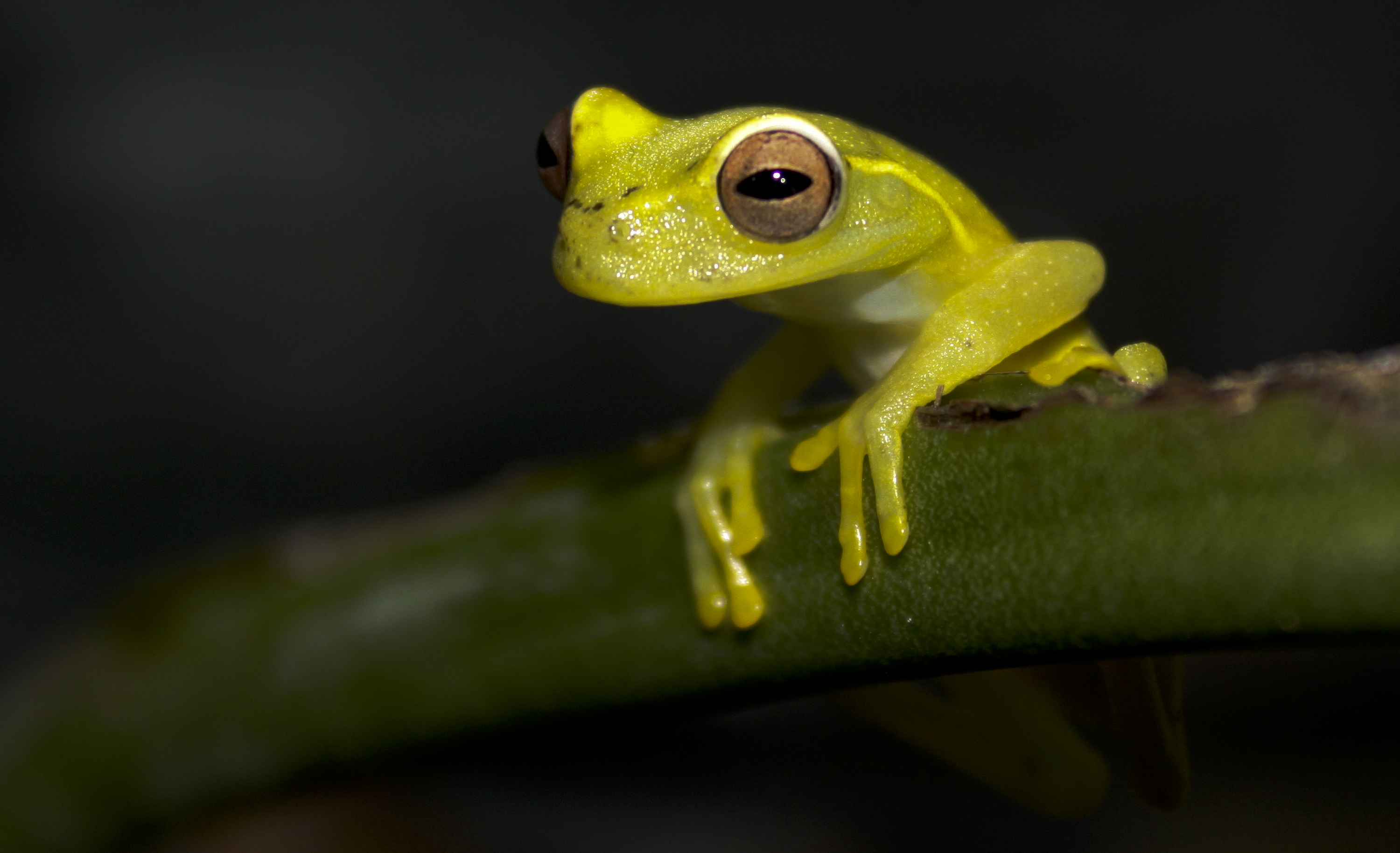

- Dunn, 1931 : New frogs from Panama and Costa Rica. Occasional Papers of the Boston Society of Natural History, vol. 5, p. 385–401 (texte intégral).
- Taylor, 1952 : A review of the frogs and toads of Costa Rica. The University of Kansas Science Bulletin, vol. 35, no 1, p. 577-922 (texte intégral).